# Рей Вілкінс
Рей Ві́лкінс (англ. Ray Wilkins, 14 вересня 1956, Хіллінгдон — 4 квітня 2018) — англійський футболіст, півзахисник. По завершенні ігрової кар'єри — тренер.

## Клубна кар'єра
У дорослому футболі дебютував у 1973 році виступами за команду клубу «Челсі», в якому провів шість сезонів, взявши участь у 179 матчах чемпіонату. Більшість часу, проведеного у складі «Челсі», був гравцем основного складу команди.

Рей Вілкінс у 1984 року під час виступів за «Мілан».

Своєю грою за цю команду привернув увагу представників тренерського штабу клубу «Манчестер Юнайтед», до складу якого приєднався у 1979 році. Відіграв за команду з Манчестера наступні п'ять сезонів своєї ігрової кар'єри. Граючи у складі «Манчестер Юнайтед» також здебільшого виходив на поле в основному складі команди. За цей час виборов титул володаря Кубка Англії, ставав володарем Суперкубка Англії з футболу.
Згодом з 1984 до 1997 року грав у складі команд клубів «Мілан», «Парі Сен-Жермен», «Рейнджерс», «Квінс Парк Рейнджерс», «Крістал Пелес», «Вікомб Вондерерз», «Гіберніан» та «Міллволл».
Завершив професійну ігрову кар'єру у нижчоліговому клубі «Лейтон Орієнт», за команду якого виступав протягом 1997—1998 років.

## Виступи за збірну
У 1976 році дебютував в офіційних матчах у складі національної збірної Англії. Протягом кар'єри у національній команді, яка тривала 11 років, провів у формі головної команди країни 84 матчі, забивши 3 голи. У складі збірної був учасником чемпіонату Європи 1980 року в Італії, чемпіонату світу 1982 року в Іспанії, чемпіонату світу 1986 року у Мексиці.

## Кар'єра тренера
Розпочав тренерську кар'єру, ще продовжуючи грати на полі, у 1994 році, увійшовши до тренерського штабу клубу «Квінс Парк Рейнджерс».
Надалі очолював команду клубу «Челсі», а також входив до тренерських штабів клубів «Фулхем», того ж «Челсі» та «Вотфорд».
Наразі останнім місцем тренерської роботи був клуб «Челсі», в якому Рей Вілкінс був одним з тренерів основного складу команди до 2010 року.

## Титули і досягнення
- Володар Кубка Англії (1):

«Манчестер Юнайтед»: 1982–83
- Володар Суперкубка Англії з футболу (1):

«Манчестер Юнайтед»: 1983
- Володар Кубка шотландської ліги (2):

«Рейнджерс»: 1987–88, 1988–89
- Чемпіон Шотландії (1):

«Рейнджерс»: 1988–89
- Чемпіон Європи (U-18): 1975